# Synagoge (Dinxperlo)

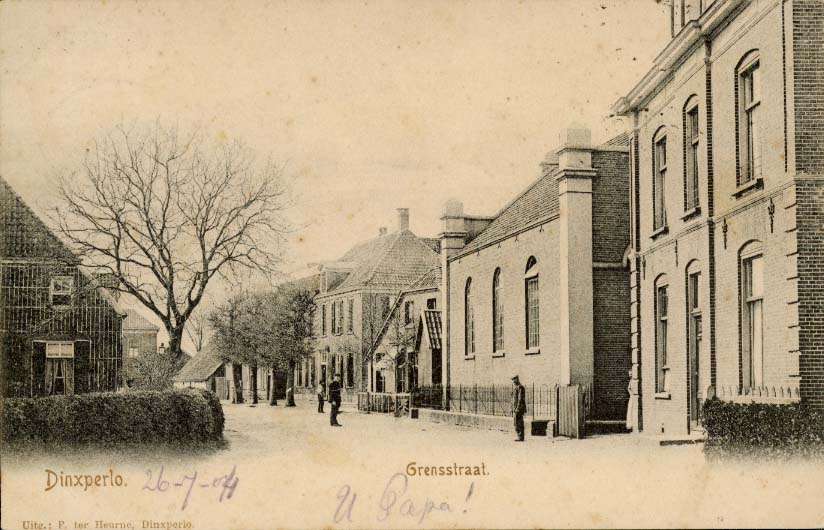
Postkarte mit der ehemaligen Synagoge in Dinxperlo (zweites Gebäude von rechts, um 1904)

Die Synagoge in Dinxperlo, einem Ortsteil der Gemeinde Aalten in der niederländischen Provinz Gelderland, wurde 1889 eingeweiht. Die Synagoge im Rundbogenstil stand an der Grensstraat.
Juden sind in Dinxperlo seit dem 18. Jahrhundert belegt. Die Jüdische Gemeinde Dinxperlo hatte im Jahr 1899 mit 63 Mitgliedern ihren Höchststand erreicht.
Die jüdischen Bürger von Dinxperlo wurden während des Zweiten Weltkriegs von den deutschen Besatzern verfolgt und viele wurden in den Konzentrationslagern ermordet. 
Das Synagogengebäude wurde während des Zweiten Weltkriegs beschädigt und später abgerissen.